# カフェ・フィーリョ
ジョアン・フェルナンデス・カンポス・カフェ・フィーリョ（João Fernandes Campos Café Filho GCTE, GCBTO、1899年2月3日 - 1970年2月20日）は、ナタールに生まれ、リオデジャネイロに没した、ブラジルの弁護士、政治家で、1954年8月24日から1955年11月8日まで、ブラジル合衆国大統領を務めた。長老派教会の長老の息子として生まれたフィーリョは、ブラジルの大統領となった唯一のポティグアル、すなわちリオグランデ・ド・ノルテ州出身者であり、最初のプロテスタントであった（その後もプロテスタントの大統領はエルネスト・ガイゼルしか出ていない）。彼はまた、1889年の共和国宣言の後に生まれた最初の大統領であった。

## 経歴

### 生い立ち
カフェ・フィーリョは、リオグランデ・ド・ノルテ州で、一部の歴史家によるとナタール近郊の自治体エクストレモスに、生まれた。青年期には、ジャーナリストとして働いた。1918年から1919年にかけて、プロのサッカー選手としてアレクリンFCのゴールキーパーを務めたが、プロ選手としての経験がある大統領はフィーリョだけである。1930年には、自由連合の運動に参加した。1933年、リオグランデ・ド・ノルテ州で社会国民党 (Partido Social Nacionalista, PSN) を設立し、その数年後にはアデマール・ペレイラ・デ・バロスを中心とする社会進歩党 (PSP) の設立に参加した。1934年と1945年には、連邦議会下院議員に選出された。

### 1950年の選挙
1950年ブラジル大統領選挙において、サンパウロ州の州知事だったアデマール・デ・バロスは、ジェトゥリオ・ドルネレス・ヴァルガスの立候補を支持する条件として、カフェ・フィーリョを副大統領候補とすることを求めた。左翼的な傾向の政治家だと考えられていたフィーリョは、軍やカトリック教会に疎まれていたため、ヴァルガスはフィーリョの名前が上げられるたことに抵抗した。カフェ・フィーリョは、1935年に国家安全保障法の適用に反対していた。1937年には、コーエン計画について、新国家による独裁体制を合法化する軍事的な企てだと非難した。議会では、ブラジル共産党 (PCB) の登録取り消しと共産党議員の資格廃止を求め、他方では離婚を支持して運動した。
しかし、州知事アデマールは、ヴァルガスの抵抗に腹を立て、報道を通して「ヴァルガスの選出は PSP にかかっている」と警告し、「カフェ・フィーリョの副大統領への立候補は、それ何が何でも維持されよう」と結んだ。ブラジル労働党 (PTB) は最高選挙裁判所 (TSE) に申し立て、カフェ・フィーリョの名前は、登録の締切り寸前に副大統領候補として登録された。同じ陣営のヴァルガスも、カフェ・フィーリョをまったく信頼していなかった。
1950年の大統領選挙では、副大統領の選出は、大統領の選出から切り離されていた。それでも、カフェ・フィーリョは2位となった国民民主同盟のオディロン・ドゥアルテ・ブラガに20万票の大差を付け、副大統領に選出された。
この選挙で副大統領に選出されたことに加え、カフェ・フィーリョはまた、（当時の選挙法で兼任が可能だった) リオグランデ・ド・ノルテ州選出の連邦下院議員にも再選された。フィーリョは連邦下院議員選挙で19000票以上を獲得し、アルイジオ・アルヴェス、ジャルマ・マリーニョ、ワルフレド・グージェウ、ジェローニモ・ディズユイット・ロサード、ジョゼ・アウグスト・べゼーラ・デ・メデイロスらを抑え、リオグランデ・ド・ノルテ州で最多の投票を得た連邦下院議員となった。

### 副大統領職
1951年9月20日、フィーリョはポルトガルから「塔と刀軍事勲章」(Ordem Militar da Torre e Espada, do Valor, Lealdade e Mérito) 大十字級 (Grã-Cruz) を授与された。
トネレロ通り襲撃事件の後、ブラジルは深刻な政治危機に陥った。カフェ・フィーリョは、ジェトゥリオ・ヴァルガスに、一緒に正副大統領職を辞任して、暫定連立政権に後を委ねるべきだと提言した。ヴァルガスは、仲間と相談して考えてみる、とフィーリョに答えたという。ヴァルガスは法務大臣だったタンクレード・ネーヴェスに相談したが、ネーヴェスは、これはフィーリョによるクーデターだと述べ、この提案を退けるよう強く勧めた。ヴァルガスはフィーリョに、辞任はしないと告げた。これに対してフィーリョは、もはや忠実に従うことはできないとして、「もしこの宮殿の主人が何らかの形でここを去るなら、憲法上の私の務めは、その後を埋めることだ」と述べた。

### 共和国大統領職

1954年のカフェ・.フィーリョ。ブラジル国立文書館。

1954年8月24日にヴァルガスが自殺すると、フィーリョは大統領となり、1955年11月までその任にあった。在職中の1955年4月26日には、大綬章である「三勲章大綬」(Banda das Três Ordens) 大十字級 (Grã-Cruz) を授与された。
フィーリョ政権は、エコノミストのエウヘニオ・グーディンが主導したリベラルな経済政策が注目を集めた。
1955年11月3日、フィーリョは心臓発作に倒れ、憲法の規定に従って連邦議会下院議長であったカルロス・ルスが11月8日に大統領職務執行者となったが、ルスは次期大統領に選出されていたジュセリーノ・クビチェックの就任を妨げようとしたため、3日間で職務執行者の職を解かれた。

### 1955年の大統領選挙と11月11日運動
1955年の大統領選挙において、カフェ・フィーリョが支持した候補者は、大統領候補でl社会民主党 (PSD)のミナスジェライス州知事ジュセリーノ・クビチェックと、副大統領候補でブラジル労働党 (PTB)のジョアン・グラールに敗れた。国民民主同盟 (UDN)やブラジル陸軍の一部がクーデターを企てる恐れが広がる中、カフェ・フィーリョは事態に無関心な態度をとったため、フィーリョ政権の戦争大臣で、公式の投票において正規の候補者ではないジュアレス・タヴォラに投票していたエンリケ・ロト将軍は、クビチェックの身柄を保全し、何よりもブラジルにおける民主主義を堅持するため、先制的に「憲法上の枠組みに戻る」ことを打ち出した対抗クーデターを実施した。
健康に問題を抱えていたカフェ・フィーリョは、クビチェックが宣誓を経て大統領に就任する数ヶ月前に、下院議長だったカルロス・ルスを暫定的な職務執行者として大統領府を去っていた。しかし、カルロス・ルスはロト将軍から圧力を受けて辞職し、後任の職務執行者には上院副議長だったネレウ・ラモスがあたった。当時、正副大統領当選者であったクビチェックとグラールの就任を保証するため、11月21日に健康を回復したとして大統領への復帰の意欲を表明していたカフェ・フィーリョは、22日に議会から解任を決議され、さらに最高選挙裁判所 (STE) の承認の下で、新大統領が就任するまでの間、しばらく軟禁された。

### 後年
大統領職を離れた後、カフェ・フィーリョは、リオデジャネイロの不動産会社で働いていたが、1961年にグアナバラ州知事カルロス・ラセルダから州会計監査院院長 (ministro do Tribunal de Contas da Guanabara) の職に任命された。

## 関連文献
- CARVALHO, Leonardo Dallacqua de. ; SOUZA, Breno Sabino Leite de . A representação humorística do Presidente Café Filho nas capas da Revista Careta. Revista Brasileira de História & Ciências Sociais, v. 7, p. 42-60, 2015.
- _____, Visita do Presidente João Café Filho a Portugal, Serviço de Documentação, 1955.
- CAFÉ FILHO, João Fernandes. Do sindicato ao Catete: memórias políticas e confissões humanas. Rio de Janeiro : José Olympio, 1966.
- FGV. Dicionário Histórico Biográfico Brasileiro pós 1930. 2ª ed. Rio de Janeiro: Ed. FGV, 2001. Trecho disponível em http://cpdoc.fgv.br/producao/dossies/JK/biografias/joao_cafe_filho. Acesso em 07 de setembro de 2016.
- KOIFMAN, Fábio, Organizador, Presidentes do Brasil, Editora Rio, 2001.
- SILVA, Hélio, Café Filho e a Crise Institucional - 1954-1955, Editora Três, 1983.
- SILVA, Hélio, A Novembrada - o Governo Café Filho 1955, Editora Três, 1998.